# Copris confucius
Copris confucius är en skalbaggsart som beskrevs av Edgar von Harold 1877. Copris confucius ingår i släktet Copris och familjen bladhorningar. Inga underarter finns listade i Catalogue of Life.